# Kreisgericht Bernburg (Anhalt)
Das Kreisgericht Bernburg war von 1850 bis 1879 ein Kreisgericht im Herzogtum Anhalt-Bernburg bzw. Herzogtum Anhalt mit Sitz in Bernburg.

## Geschichte
Mit der Märzrevolution war eine umfassende Verwaltungs- und Justizreform verbunden. Die Trennung der Rechtsprechung von der Verwaltung wurde eingeführt und die Patrimonialgerichte abgeschafft. Die Verwaltungsaufgaben übernahmen die Kreisdirektionen und die Gerichtsfunktionen die Kreisgerichte und Kreisgerichtskommissionen. Als Instanzengericht wurde das Oberlandesgericht Bernburg gebildet. Dieses war nicht mit einem heutigen Oberlandesgericht vergleichbar, sondern hatte die Funktion eines Appellationsgerichtes. Darüber stand das Preußische Obertribunal als letzte Instanz. In Bernburg entstand so das Kreisgericht Bernburg. Das Gericht bestand aus einem Direktor und weiteren Richtern. Für Güsten und Sandersleben wurden Kreisgerichtskommissionen eingerichtet. Dort bestand jeweils die Stelle eines Einzelrichters, der Mitglied des Kreisgerichts war und geringere Fälle als Einzelrichter entschied. Wesentlichere Fälle wurden im Kreisgericht von einer Kammer entschieden. Im Jahre 1863 ging Anhalt-Bernburg in Anhalt-Dessau auf und ein gemeinsames Herzogtum Anhalt entstand. In diesem Kontext erfolgte erneut eine Neuordnung der Justiz. Das Oberappellationsgericht Jena war nun für das ganze Herzogtum als letzte Instanz zuständig. Das Oberlandesgericht Bernburg wurde aufgehoben, seine Aufgabe übernahm das Oberlandesgericht Dessau. Eingangsinstanz bildeten die fünf bestehenden Kreisgerichte Dessau, Köthen, Zerbst (Landesteil Dessau-Köthen), Bernburg und Ballenstedt (Landesteil Bernburg).
Der Bezirk des Kreisgerichtes Bernburg umfasste folgende Orte:
| Bezirk                               | Sprengel | Einwohner 1867 |
| ------------------------------------ | --- | -------------- |
| Unmittelbarer Gerichtsbezirk         | Stadt Bernburg und die Dörfer Aderstedt, Altenburg, Baalberge, Bründel, Bullenstedt, Dröbel, Gröna, Schlewipp-Gröna, Hecklingen, Gänsefurth, Hohenerxleben, Leau, Groß Mühlingen, Klein Mühlingen, Osmarsleben, Ober-Peißen, Plötzkau, Groß-Poley, Klein-Poley, Rathmannsdorf, Roschwitz mit Zepzig, Waldau, Groß Wirschleben und Klein Wirschleben | 24.314         |
| Kreisgerichtskommission Güsten       | Stadt Güsten und die Dörfer Amesdorf, Giersleben, Ilberstedt, Kölbigk, Leopoldshall, Neundorf, Salmuthshof, Domäne Klein Schierstedt und Warmsdorf | 6254           |
| Kreisgerichtskommission Sandersleben | Stadt Sandersleben mit Roda und die Dörfer Drohnhof, Freckleben, Mehringen, Schackstedt, Schackenthal, Klein Schierstedt und Unterwiederstedt | 6689           |
| Summe                                | | 38.257         |

Nach der Einführung der Reichsjustizgesetze 1879 entstand eine neue Gerichtsstruktur. An der Spitze des Instanzenzugs stand nun das Reichsgericht, dem das gemeinsame Oberlandesgericht Naumburg nachgeordnet war. Das Herzogtum Anhalt bildete den Sprengel des Landgerichts Dessau. Darunter befanden sich unter anderem das Amtsgericht Bernburg. Das Kreisgericht Bernburg wurde aufgehoben.